# 张正甫 (香港)
张正甫（英語：Clarence Chang Ching-po，1938年—2022年8月11日），人稱「張公」，香港媒体资深管理层，曾任亞洲電視行政總裁。香港影星萧芳芳的第二任丈夫。

## 生平
张正甫於1950年小六畢業，後畢業於聖士提反書院，後在1963年畢業於香港中文大學崇基學院歷史系。
张正甫對香港電視廣播貢獻良多，包括建立香港电视新闻制度，开创中文电视新闻直播报道、主播读报的新闻报道形式，並引入卫星技术，接收世界各地新闻，讓香港媒体融入全球媒体。张正甫曾先后於丽的呼声、丽的映声、电视广播有限公司（无线电视）及卫星电视有限公司（STAR TV）担任新闻部摄影师、记者、新闻编辑、电视节目监制、电视新闻部主管、电视及广播节目总监，亦曾任職於多家香港和海外大型传媒的管理層。
1961年起，张正甫担任法新社驻香港分社主编，开始为香港、两岸和国际媒体报道两岸三地的新闻。其后于1972年開始於香港浸会大学的前身浸会书院教授新闻传播，首批学生包括現時香港多位电视机构高层或香港新闻业主管：赵应春、袁志伟、关伟等。张正甫亦乐于提携后辈，包括为邵逸夫重金邀请於美国留学返港的黄应士担任无线电视新闻部主管，正式将西方的电视新闻传播方式带入中文电子媒体，也开创了沿用至今的电视新闻报道流程。1985年，张正甫离开无线电视，开始筹备全亚洲第一家卫星电视。
张正甫也是亚洲有线与卫星电视广播协会的创会成员及前主席。1980年代，国际奥林匹克委员会主席萨马兰奇曾委任张正甫为全球专业广播联盟奥运事务会员 ，以及亚洲广播联盟奥运事务主管及世界杯转播营运组织主管。张正甫亦曾担任2008年北京申奥委员会专业会员之一。2000至2007年3月，张正甫担任香港大学及玛丽医院研究伦理委员会会员；1996至2003年，曾任香港演艺学院校董会成员；2003至2008年曾任香港政府表演艺术委员会副主席。2006年1月张正甫再次投身教育事业，在香港浸会大学任教四个硕士课程的科目，包括「传媒管理入门」、「传媒技术与媒体组织」、「体育与传媒」及「公共行政管理与传媒」。
2010年，张正甫获香港演艺学院颁发荣誉博士。也是香港资深传媒人员联谊会顾问。後曾担任香港浸会大学媒体管理系、传理系（新闻系）的客座教授，並于媒体信息公司Media Monitors擔任集团顾问，同时亦是愿望成真基金董事。
張正甫在2022年5月被確診患上胰臟癌，曾入院兩次進行通膽管無創面手術，至同年8月9日病情轉急，在同年8月11日凌晨4時許離世，享年84歲。